# بیمار خاموش
بیمار خاموش (انگلیسی: The Silent Patient) یک رمان تریلر روان شناختی  نوشتهٔ الکس مایکلیدیس است که در سال ۲۰۱۹ منتشر شد و در لیست پرفروش‌ترین کتاب‌های سال قرار گرفت. نسخه صوتی این کتاب با صدای لوییز بریلی و جک هاوکینز در ۵ فوریه ۲۰۱۹ منتشر شد.  داستان از زبان یک روان درمانگر انگلیسی به نام تئو فیبر روایت می شود. یکی از بیماران او بعد از کشتن شوهرش، لال می شود.

## نگارش
مایکیلدیس در زمینه فیلم نامه نویسی نیز فعالیت دارد. او درباره خلق نخستین رمان خود گفته: "به عنوان یک فیلمنامه نویس خیلی ناامید بودم. مدام می دیدم که فیلمنامه در فرایند تولید فیلم، آسیب می دید و همین حس کلافگی باعث شد بنشینم و نهایتاً یک رمان بنویسم".  پیش از نهایی سازی کار، او ۵۰ نسخه پیش نویس آماده کرد. او برای خلق صحنه ها از تراژدی آلسست نوشته اوریپید و برای ساختار روایات از آگاتا کریستی الهام گرفته است.  مایکلیدیس تصمیم گرفت رمانش در یک واحد روانپزشکی رخ دهد چون در نوجوانی، مدتی در یک موسسه امن روانپزشکی کار می کرده است. 